# 阿爾貝托勒沃區
6°39′54″S 76°17′45″W / 6.6651°S 76.2957°W
阿爾貝托勒沃區（西班牙語：Distrito de Alberto Leveau），是秘魯的一個區，位於該國中北部聖馬丁大區的聖馬丁省，始建於1961年12月15日，面積268.4平方公里，海拔高度190米，2005年人口1,022，人口密度每平方公里3.8人。